# Calanthemis hauseri
Calanthemis hauseri är en skalbaggsart som beskrevs av Jordan 1904. Calanthemis hauseri ingår i släktet Calanthemis och familjen långhorningar.
Artens utbredningsområde är Kenya. Inga underarter finns listade.